# Marsch der Freiwilligen

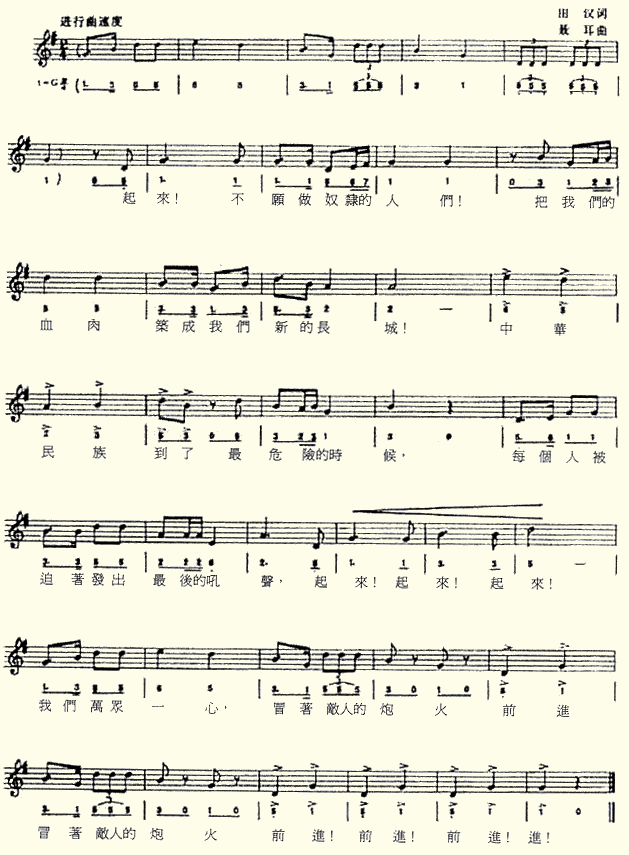
Notenblatt gemäß Appendix 4 des Gesetzes n.o 5/1999 von Macau

Der Marsch der Freiwilligen (chinesisch 義勇軍進行曲 / 义勇军进行曲, Pinyin Yìyǒngjūn jìnxíngqǔ) ist die Nationalhymne der Volksrepublik China. Der Text stammt von Tian Han, die Melodie von Nie Er. In seiner ursprünglichen Form kam sie erstmals als Titellied des 1935 veröffentlichten Films Fēngyún Érnǚ, zu deutsch Söhne und Töchter in der Zeit des Sturms, zum Einsatz. Das Lied wurde auf der ersten Tagung des ersten Landeskomitees der Politischen Konsultativkonferenz des Chinesischen Volkes (PKKCV) am 27. September 1949 zur vorläufigen Nationalhymne der Volksrepublik bestimmt; an diesem Tag waren auch Flagge und Wappen festgesetzt sowie Peking zur Hauptstadt erklärt worden.
| Traditionelle Schrift | Vereinfachte Schrift | Pīnyīn | Deutsche Übersetzung |
| --- | --- | --- | --- |
| 起來！不願做奴隸的人們！ 把我們的血肉，築成我們新的長城！ 中華民族到了最危險的時候， 每個人被迫着發出最後的吼聲。 起來！起來！起來！ 我們萬眾一心， 冒着敵人的炮火，前進！ 前進！前進！進！ | 起来! 不愿做奴隶的人们! 把我们的血肉, 筑成我们新的长城! 中华民族到了最危险的时候, 每个人被迫着发出最后的吼声。 起来! 起来！起来! 我们万众一心, 冒着敌人的炮火, 前进! 前进! 前进! 进! | Qǐlái! Búyuàn zuò núlì de rénmēn! Bǎ wǒmen de xuèròu zhùchéng wǒmen xīnde chángchéng! Zhōnghuá Mínzú dàolē zùi wēixiǎnde shíhou, Měige rén bèipòzhe fāchū zùihòude hǒushēng. Qǐlái! Qǐlái! Qǐlái! Wǒmen wànzhòngyīxīn, Màozhe dírén de pàohuǒ, Qiánjìn! Qiánjìn! Qiánjìn! Jìn! | Steht auf! Alle, die keine Sklaven mehr sein wollen! Lasst uns aus unserem Fleisch und Blut die neue Mauer bauen. In größter Bedrängnis ist Chinas Volk. Der Unterdrückten letzter Schrei ertönt: Steht auf! Erhebt Euch! Gemeinsam wider das feindliche Kanonenfeuer, voran! Voran! Voran! Vorwärts! |